# Маринельо, Хуан
Хуа́н Марине́льо-и-Видауррета (исп. Juan Marinello y Vidaurreta; 2 ноября 1898 — 27 марта 1977) — кубинский литератор, учёный и политический деятель, сенатор и министр без портфеля первого правительства Фульхенсио Батисты (1940-1944), председатель последовательно Революционного союза, Революционно-коммунистического союза, Народно-социалистической партии Кубы, член ЦК КПК. Ректор Гаванского университета.
Его именем назван кубинский орден, вручаемый за заслуги в развитии литературы, искусства, культуры и журналистики.

## Награды
- орден Октябрьской Революции (1 ноября 1973)[1]